# Ліндгерст (Огайо)
Ліндгерст (англ. Lyndhurst) — місто (англ. city) в США, в окрузі Каягога штату Огайо. Населення — 14 050 осіб (2020).

## Географія
Ліндгерст розташований за координатами 41°31′1″ пн. ш. 81°29′41″ зх. д. / 41.51694° пн. ш. 81.49472° зх. д. (41.516931, -81.494818).  За даними Бюро перепису населення США в 2010 році місто мало площу 11,49 км², з яких 11,48 км² — суходіл та 0,01 км² — водойми.

## Демографія
Згідно з переписом 2010 року, у місті мешкала 14 001 особа в 6447 домогосподарствах у складі 3826 родин. Густота населення становила 1218 осіб/км².  Було 6890 помешкань (600/км²).
Расовий склад населення:
| - 90,3 % — білих - 6,4 % — чорних або афроамериканців - 1,6 % — азіатів |

До двох чи більше рас належало 1,2 %. Частка іспаномовних становила 1,3 % від усіх жителів.
За віковим діапазоном населення розподілялося таким чином: 17,4 % — особи молодші 18 років, 58,3 % — особи у віці 18—64 років, 24,3 % — особи у віці 65 років та старші. Медіана віку мешканця становила 47,0 року. На 100 осіб жіночої статі у місті припадало 85,3 чоловіків;  на 100 жінок у віці від 18 років та старших — 81,1 чоловіків також старших 18 років.
Середній дохід на одне домашнє господарство  становив 83 323 долари США (медіана — 64 569), а середній дохід на одну сім'ю — 98 344 долари (медіана — 78 676). Медіана доходів становила 56 739 доларів для чоловіків та 47 933 долари для жінок. За межею бідності перебувало 6,8 % осіб, у тому числі 12,5 % дітей у віці до 18 років та 3,0 % осіб у віці 65 років та старших.
Цивільне працевлаштоване населення становило 6987 осіб. Основні галузі зайнятості: освіта, охорона здоров'я та соціальна допомога — 31,2 %, науковці, спеціалісти, менеджери — 13,3 %, виробництво — 11,2 %, роздрібна торгівля — 10,1 %.